# Spoorlijn Cabariot - Le Chapus
De spoorlijn Cabariot - Le Chapus was een Franse spoorlijn van Cabariot naar Bourcefranc-le-Chapus. De lijn was 30,6 km lang en heeft als lijnnummer 542 000.

## Geschiedenis
De lijn werd geopend door de Administration des chemins de fer de l'État op 17 februari 1889. Tussen 15 mei 1939 en oktober 1940 was de lijn gesloten voor personenvervoer. Op 26 september 1971 vond de definitieve opheffing plaats. Goedewrvervoer was er tot 28 september 1986, daarna is de lijn opgebroken.

## Aansluitingen
In de volgende plaats was er aansluiting op de volgende spoorlijn:
Cabariot
RFN 530 000, spoorlijn tussen Nantes en Saintes

## Galerij

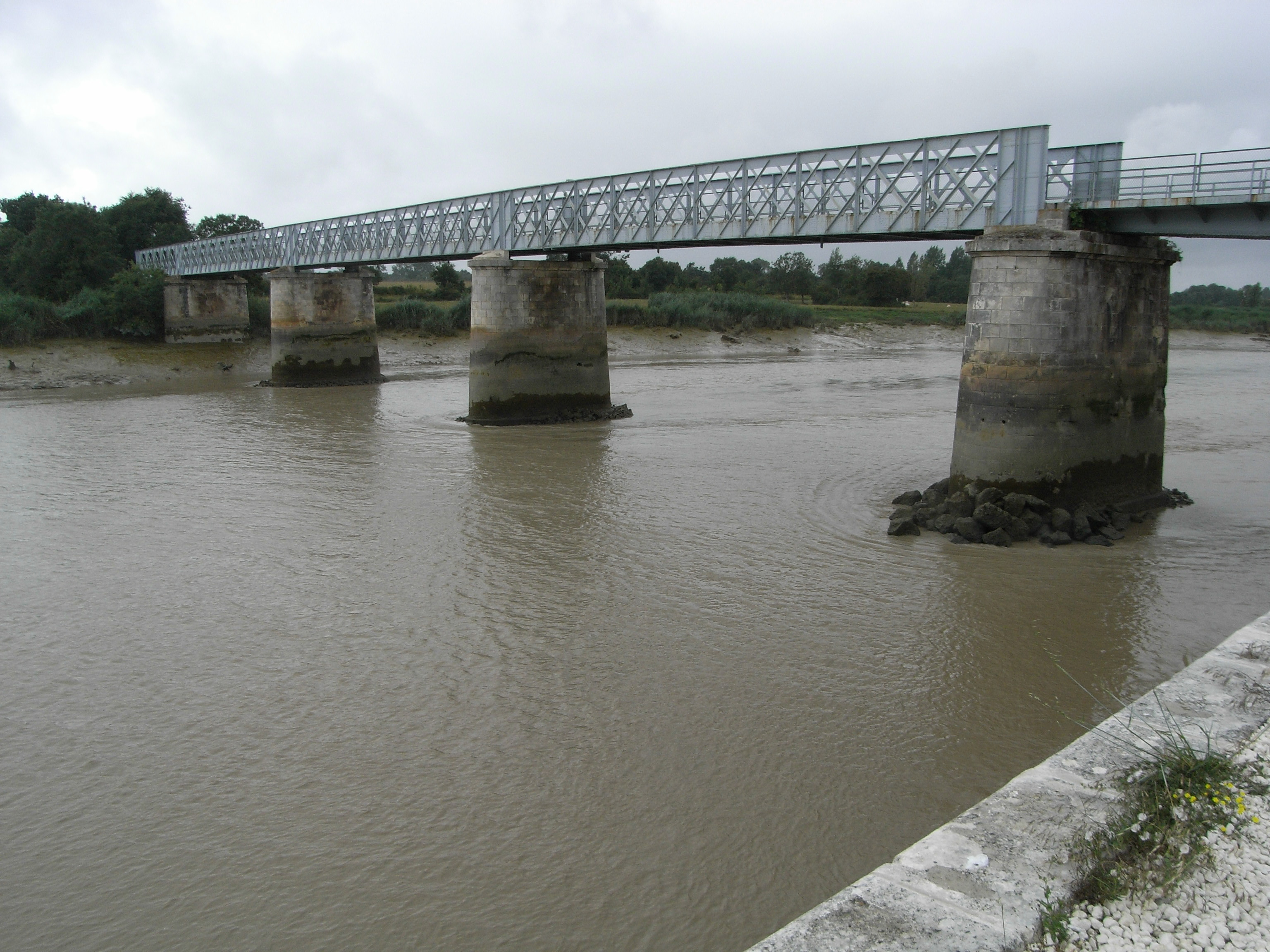
Spoorbrug over de Charente
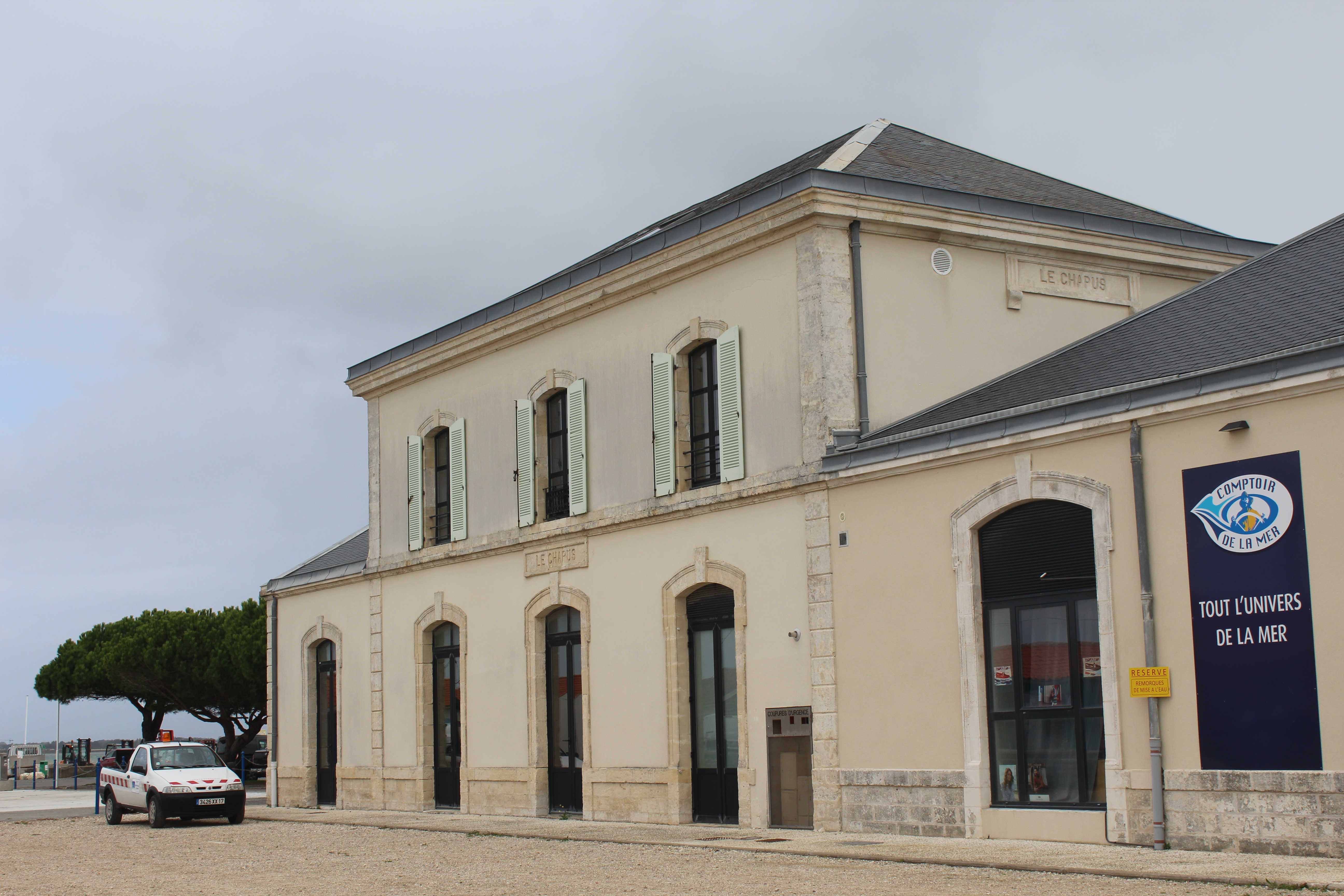
Stationsgebouw van Chapus